# Max Bock
Max Bock, nemški general, * 23. oktober 1878, † 12. november 1945.